# Steinsel
Steinsel (in lussemburghese: Steesel) è un comune del Lussemburgo centrale. Fa parte del cantone di Lussemburgo, nel distretto di Lussemburgo. Si trova a nord della capitale.
Nel 2005, la cittadina di Steinsel, capoluogo del comune che si trova nella parte occidentale del suo territorio, aveva una popolazione di 1 844 abitanti. Le altre località che fanno capo al comune sono Heisdorf e Mullendorf.

## Amministrazione

### Gemellaggi
- Pacé - Francia